# Paul de Nigula

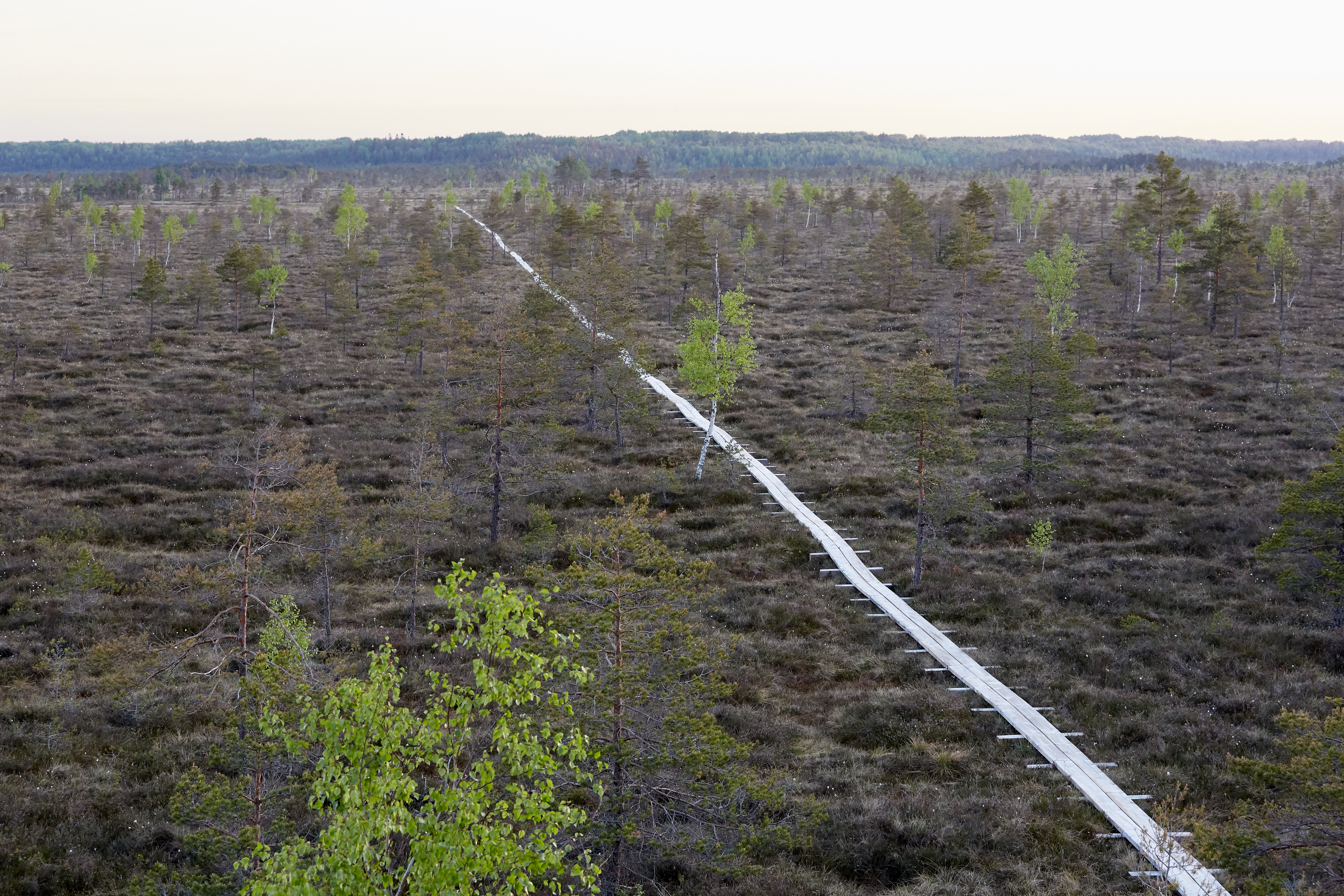
Paul de Nigula (na primavera de 2018)

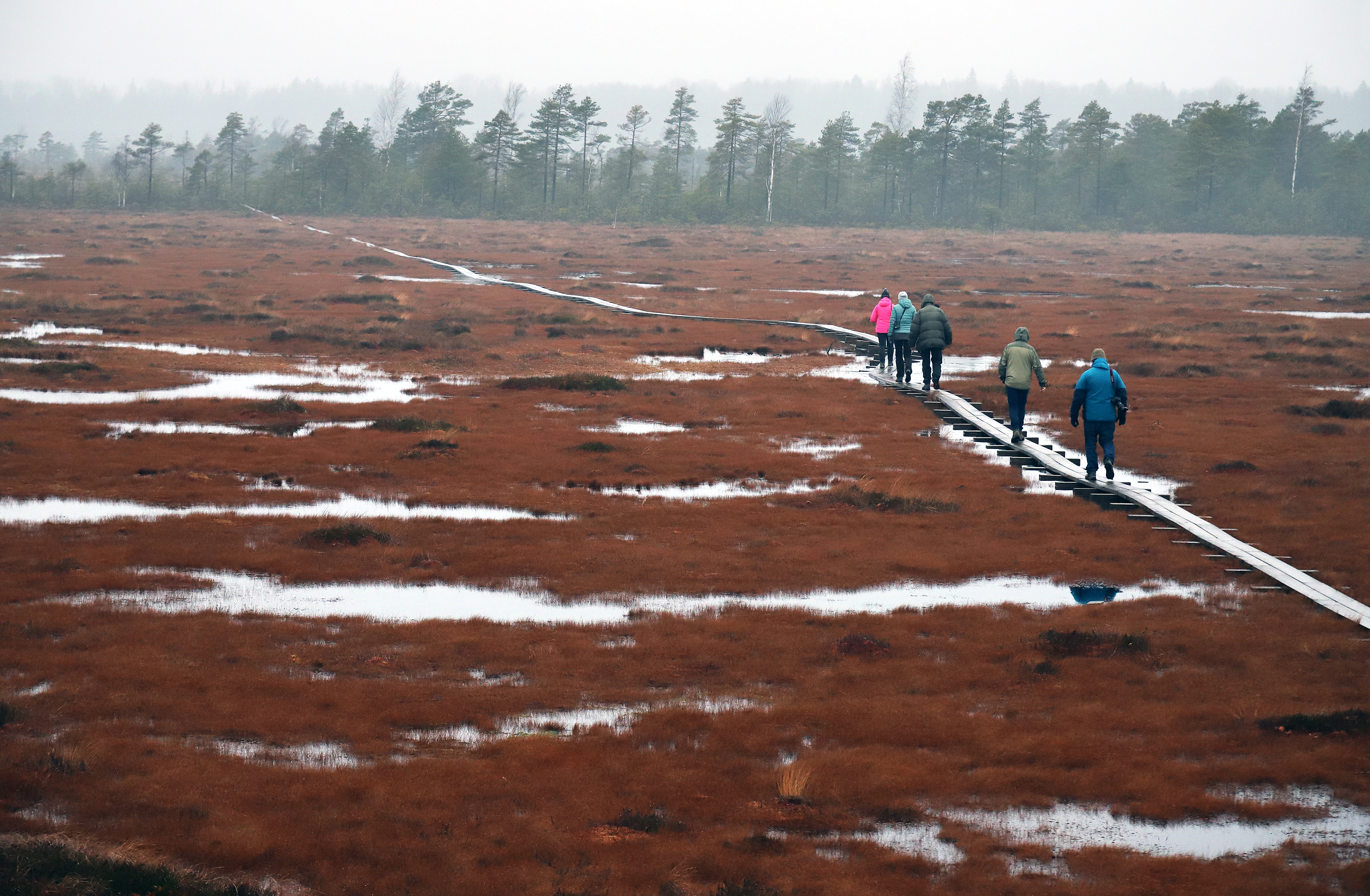
Paul de Nigula (no inverno de 2020)

O Paul de Nigula é um paul no condado de Pärnu, na Estónia.
A área do paul é de cerca de 2320 hectares.
A espessura da camada de turfa não é superior a 6,8 metros.